# Dynastia herodiańska

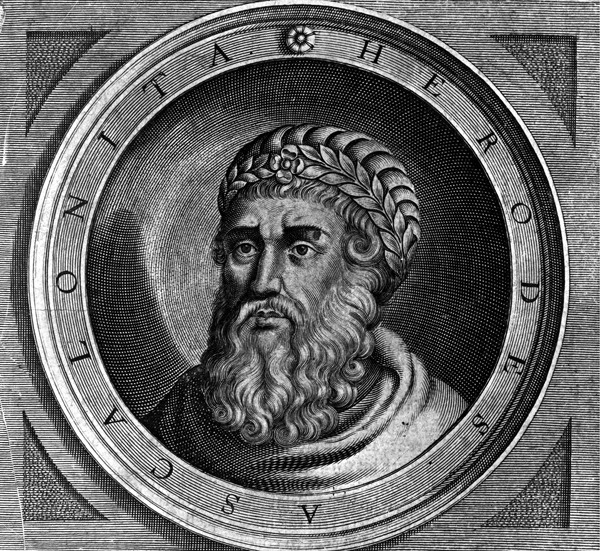
Herod Wielki

Dynastia herodiańska – rodzina panująca w Palestynie, biorąca swą nazwę od jej największego członka, Heroda Wielkiego.

## Dzieje rodu
Za jej początek uważa się rzymską interwencję w walkach pomiędzy członkami dynastii machabejskiej rządzącej ówczesną Palestyną. Jeden z władców tamtego okresu Aleksander Jannaj nadał godność gubernatora Idumei Antypasowi I dziadkowi Heroda Wielkiego. Jego najstarszy syn i następca Antypater I, umiejętnie wykorzystywał napięcie pomiędzy dwoma braćmi: Janem Hirkanem II i Arystobulem II pochodzącymi z królewskiej dynastii Hasmoneuszy, co pomogło mu w zdobyciu przychylności Cezara, dzięki któremu w 63 p.n.e. został powołany na urząd prokuratora Judei, a król Jan Hirkan II stracił królestwo i po kilku latach zmarł na wygnaniu.
Pomimo że Palestyna znajdowała się pod okupacją rzymską i kilka pułków stacjonowało w Jerozolimie, w rzeczywistości jednak to Antypater I sprawował rządy w kraju. Wkrótce też umocnił swą władzę poprzez wyznaczenie swych synów: starszego Fazaela I na gubernatora Jerozolimy oraz młodszego Heroda na gubernatora Galilei. W 41 p.n.e. obaj bracia zostali mianowani przez Marka Antoniusza tetrarchami.
Kilka lat później kiedy zarówno Cezar jak i Antypater umarli, panowanie Heroda weszło w najtrudniejszy okres, sytuacja ta pogorszyła się jeszcze bardziej, po tym jak syn Arystobula II|, Antygon korzystając z poparcia partyjskiego księcia Pakorusa I w 40 roku p.n.e, objął rządy nad Judeą. Uwięził on brata Heroda, Fazaela który w kilka dni później popełnił samobójstwo w więziennej celi. Po tym wydarzeniu Herod nie odważył się już pozostać w kraju, i uciekł przez Egipt do Rzymu. Natomiast Antygon panował jako król w Jerozolimie w latach 40 p.n.e.-37 p.n.e. W Rzymie jednak Herodowi udało się uzyskać nominację na króla Judei, ale zajęło mu jeszcze trzy lata, zanim zdołał odbić swe królestwo Antygonowi. Po trzech miesiącach oblężenia 37 p.n.e. pojawił się wreszcie w Jerozolimie witany przez mieszkańców, którym okrutne rządy ostatniego Machabejczyka odebrały narodowy sentyment do tej dynastii.
Antygon został stracony przez Rzymian.

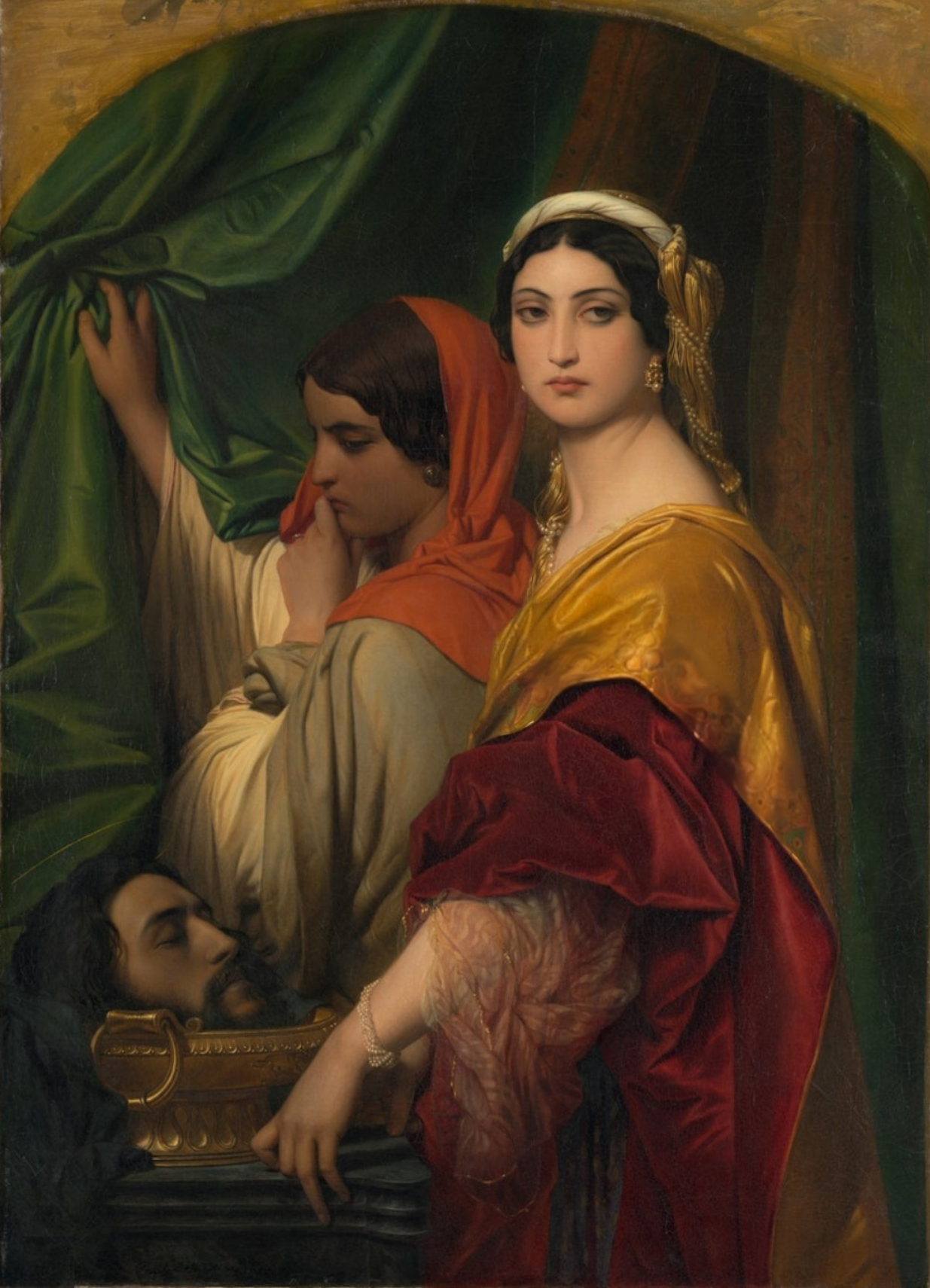
Herodiada

Herod Wielki ożenił się w 37 p.n.e. z Mariamme I córką Aleksandra i Aleksandry z możnego rodu Hasmoneuszy. Była podobno niezwykle piękna i dumna ze swego królewskiego pochodzenia prawdopodobnie to stanowiło źródło konfliktów, które nastąpiły pomiędzy nią a jej synami a matką i siostrą Heroda Salome I, z drugiej strony doprowadziły do przełomowych walk w rodzie Heroda. Właściwie cała rodzina Heroda była żądna władzy, podejrzliwa, rozwiązła i kłótliwa. Zazdrość Heroda o żonę podsycała zwłaszcza jego siostra. Mariamme I została zabita z rozkazu Heroda 28 p.n.e., a jej synowie wkrótce zostali oskarżeni o zdradę i uduszeni.
Herod Wielki  był zdolnym organizatorem i dowódcą, odbudował i własnym kosztem upiększył świątynię jerozolimską. Ponadto Herod wznosił teatry, amfiteatry, hipodromy, cytadele, twierdze, pałace, świątynie Cezara, akwedukty i pomniki, zakładał ogrody, a nawet miasta. W Cezarei zbudował port, co usprawniło dostawę zboża z Egiptu.
Po śmierci Heroda nastąpił podział jego królestwa między jego synów.
Najdłużej przetrwała linia Aleksandra I najstarszego syna Mariamme I i Heroda Wielkiego, uległa ona z czasem znacznej romanizacji, min poprzez małżeństwa ze szlachetnie urodzonymi rzymiankami. Wydała ona wielu pretorów, prefektów i senatorów. Dwóch jej członków, mianowicie Tigranes VI i Tigranes V  byli królami Armenii, a jeden Aleksander IV królem Cylicji. Wymarła w 248 r. na Jotapianie uzurpatorze do korony cesarskiej.
Linia drugiego syna Mariamme I i Heroda Wielkiego Arystobula I, która wydała min. Heroda Agryppę I, wnuka Heroda Wielkiego, poprzez jego drugiego syna z Mariamme I w 40 roku otrzymał dzielnicę swego wuja Antypasa a rok później Judeę i Samarię. Przyczynił się on znaczący sposób do śmierci apostoła Jakuba Większego. Po śmierci Heroda Agryppy I w 44 roku, Palestyna na nowo została włączona pod jurysdykcję prokuratora, jego syna Heroda Agryppę II, syn Heroda Agryppy I, króla Chalkis, uzyskał w 53 roku tytuł tetrarchy. Przeciwko Żydom stosował ostrożną politykę, ale podczas powstania żydowskiego stanął po stronie Rzymu. Herod Agryppa II jest wymieniany razem ze swoją siostrą Bereniką w Dziejach Apostolskich, Heroda z Chalkis, króla Chalkis i jego syna Arystobula III, króla Armenii Mniejszej i Chalkis. Linia ta wymarła ok. 100 roku.

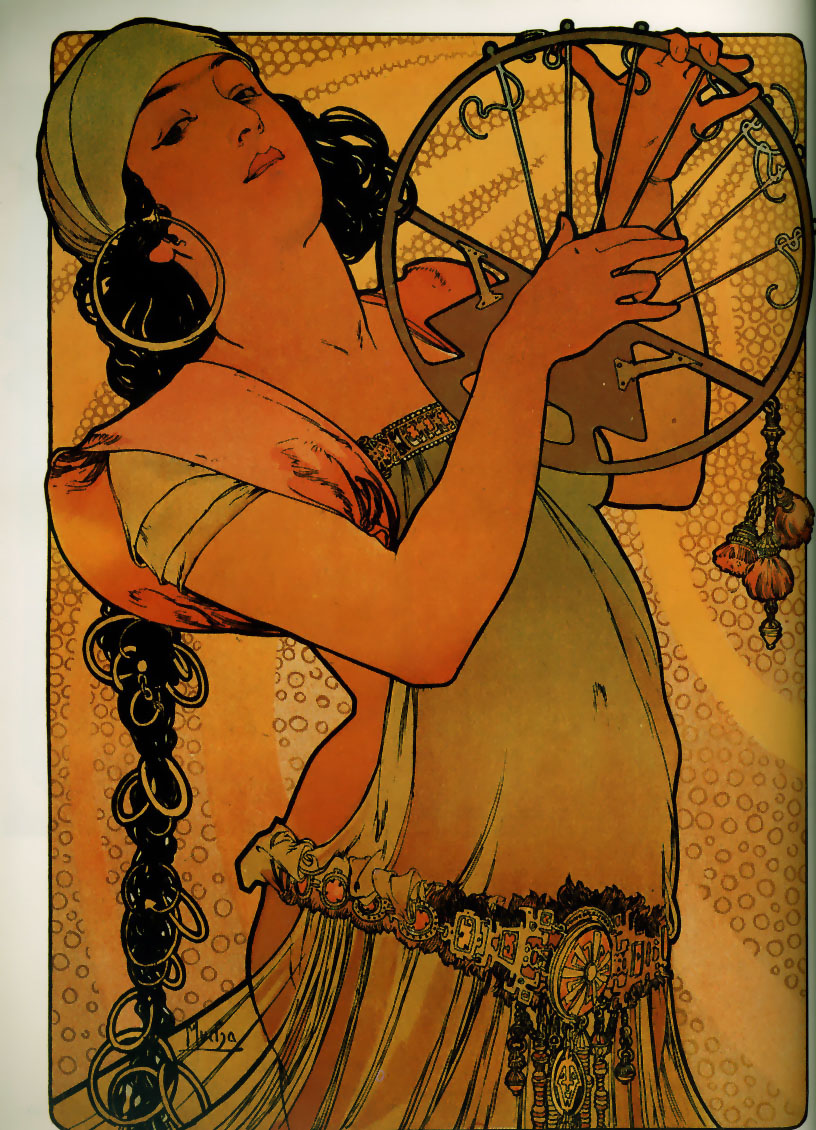
Salome III

Ze związku Mariamme II i Heroda Wielkiego na świat przyszedł Herod III pierwszy mąż Herodiady i ojciec słynnej Salome III.
Ze związku Maltake i Heroda Wielkiego urodziło się dwóch synów Herod Archelaos, który został tetrarchą Samarii Judei i Idumei. Podobnie jak jego ojciec, dał się poznać jako wielki budowniczy, ale był tak gorąco znienawidzony przez Żydów, że został wygnany już w 6 do Galilei, jego bratem był Herod Antypas, tetrarcha Galilei i Perei również znany ze swojego zamiłowania do architektury, zwłaszcza z założenia miasta Tyberiady, na zachód od Genezaret. Pierwotnie był żonaty z córką Aretasa IV, króla Petry, ale po kilku latach porzucił ją dla swej bratanicy Herodiady, wnuczki Heroda Wielkiego i byłej żony jego przyrodniego brata. To wydarzenie doprowadziło do napomnienia króla przez Jana Chrzciciela i do jego morderstwa. Herodiada namawiała męża, by prosił cezara Kaligulię o tytuł króla Judei, co doprowadziło do oskarżenia go o zdradę i wygnania do Lyonu w 38 roku. Linia wymarła w 39 roku.
Ostatnim synem Heroda Wielkiego zrodzonym z Kleopatry z Jerozolimy był Filip, który otrzymał północno-wschodnią część królestwa ojca.

## Małżeństwa
Na ok. 40 małżeństw zawartych przez członków dynastii:
- 24 zawarto w rodzinie
- 2 zawarto z osobami narodowości nabatejskiej
- 3 zawarto z Hasmoneuszami
- 7 zawarto z osobami narodowości rzymskiej
- 3 zawarto z osobami narodowości greckiej

Tak wysoki odsetek związków w rodzinie można tłumaczyć wschodnimi tradycjami sięgającymi państwa faraonów, a także chęcią zachowania ziemi i majątku w rodzinie.

## Genealogia dynastii herodiańskiej
Herod z Askalonu (ur. ok. 178 p.n.e.) – kapłan świątyni w Askalonie
```
x NN
│
└─>
Antypas I
 (148 p.n.e.–67 p.n.e.)
    x NN
   │
   ├─>
Antypater I
 (113 p.n.e.–43 p.n.e.), prokurator Judei
   │  x 
Kypros I
 (zm. 29 p.n.e.)
   │ │
   │ ├─>
Fazael I
 (77 p.n.e.–40 p.n.e.)
   │ │ x NN
   │ │ │
   │ │ └─>
Fazael II
 (ur. 47 p.n.e.)
   │ │   x Salampsio c. Heroda Wielkiego
   │ │   │
   │ │   ├─>
Herod VI
 (20 p.n.e.–37)
   │ │   │
   │ │   ├─>
Aleksander III
 (20 p.n.e.–37)
   │ │   │
   │ │   ├─>
Antypater IV
 (
20 p.n.e.
-
37
)
   │ │   │
   │ │   ├─>
Aleksandra
 (ur. 20 p.n.e.)
   │ │   │ x 
Timios

   │ │   │
   │ │   └─>Kypros III  (20 p.n.e.–44)
   │ │      x 
Herod Agryppa I
 (10 p.n.e.–44), król Batanei, Gaulanitydy, Trachonu, Paneas, Galilei i Perei
   │ │
   │ ├─>
Herod Wielki
 (72 p.n.e.–4 p.n.e.), namiestnik Galilei, Celesyrii i Samarii, król Judei
   │ │  x Doris
   │ │  │
   │ │  └─>
Antypater II
 (46 p.n.e.–4 p.n.e.)
   │ │     x Maria ? córka 
Antygona
, króla Judei
   │ │     │
   │ │     ├─>nieznany z imienia syn
   │ │     │ x nieznana z imienia córka 
Feroasa

   │ │     │
   │ │     └─>nieznana z imienia córka
   │ │
   │ │  x 
Mariamme I
 (53 p.n.e.–28 p.n.e.)
   │ │  │
   │ │  ├─>
Aleksander I
 (36 p.n.e.–8 p.n.e.)
   │ │  │  x 
Glafira
 (zm. 7)
   │ │  │ │
   │ │  │ ├─>
Aleksander II
 (15 p.n.e.–28)
   │ │  │ │  x nieznana z imienia rzymianka
   │ │  │ │  │
   │ │  │ │  └─>
Tigranes VI
 (30–63),  król Armenii Większej
   │ │  │ │     x nieznana z imienia rzymianka
   │ │  │ │     │
   │ │  │ │     ├─>
Aleksander IV
 (60–94), król Cylicji
   │ │  │ │     │  x Jotape
   │ │  │ │     │  │
   │ │  │ │     │  ├─>
Agryppa V
 (ur. 76)
   │ │  │ │     │  │ x nieznana z imienia rzymianka
   │ │  │ │     │  │ │
   │ │  │ │     │  │ ├─>Gajusz Juliusz Agryppa
   │ │  │ │     │  │ │
   │ │  │ │     │  │ └─>Łucjusz Juliusz Gainiusz Fabiusz Agryppa
   │ │  │ │     │  │
   │ │  │ │     │  ├─>Julia Jotape
   │ │  │ │     │  │ x 
Gajusz Juliusz Kwadratus Bassus
 (60–118)
   │ │  │ │     │  │
   │ │  │ │     │  └─>Berenicianus
   │ │  │ │     │     x Kasja Lepida (ur. 
80
)
   │ │  │ │     │     │
   │ │  │ │     │     └─>Julia Kasja Aleksandria
   │ │  │ │     │        x Gajusz Awidusz Heliodorus (100–142)
   │ │  │ │     │        │
   │ │  │ │     │        └─>
Awidiusz Kasjusz
 (zm. 175), rzymski dowódca, uzurpator na Wschodzie
   │ │  │ │     │           x  Woluzja Macejana (135–175)
   │ │  │ │     │           │
   │ │  │ │     │           ├─>Awidiusz Heliodorus
   │ │  │ │     │           │
   │ │  │ │     │           ├─>Awidiusz Maecjanus
   │ │  │ │     │           │
   │ │  │ │     │           └─>Awidia Aleksandra
   │ │  │ │     │
   │ │  │ │     └─>Julia
   │ │  │ │      x Marek Plancjusz Warrus
   │ │  │ │
   │ │  │ └─>
Tigranes V
 (zm. 36), król Armenii
   │ │  │
   │ │  ├─>
Arystobul I
 (35 p.n.e.–8 p.n.e.)
   │ │  │ x Berenika I
   │ │  │ │
   │ │  │ ├─>
Herod Agryppa I
 (10 p.n.e.–44), król Batanei, Gaulanitydy, Trachonu, Paneas, Galilei i Perei
   │ │  │ │ x Kypros III  (20 p.n.e.–44)
   │ │  │ │ │
   │ │  │ │ ├─>
Herod Agryppa II
 (ur. 27), król Batanei, Gaulanitydy, Trachonu, Paneas, Galilei i Perei
   │ │  │ │ │
   │ │  │ │ ├─>
Berenika
 (ur. 28)
   │ │  │ │ │ x 
Herod z Chalkis
 (10 p.n.e.–48), król Chalkis
   │ │  │ │ │ x 
Polemon II
 (zm. 69), król Tracji,  Pontu i Bosporu
   │ │  │ │ │
   │ │  │ │ ├─>Druzus
   │ │  │ │ │
   │ │  │ │ ├─>Mariamme (ur. 34)
   │ │  │ │ │ x Juliusz Archelaos
   │ │  │ │ │ x Demetriusz Alabarcha
   │ │  │ │ │
   │ │  │ │ └─>
Druzylla
 (ur. 38)
   │ │  │ │   x Azis, król Emesy
   │ │  │ │   x 
Marek Antoniusz Feliks

   │ │  │ │
   │ │  │ ├─>
Herod z Chalkis
 (10 p.n.e.–48), król Chalkis
   │ │  │ │ x 
Mariamme V

   │ │  │ │ │
   │ │  │ │ └─>
Arystobul III
 (zm. 92), król Armenii Mniejszej i Chalkis
   │ │  │ │   x 
Salome III
 (zm. 92)
   │ │  │ │  │
   │ │  │ │  ├─>Herod VIII
   │ │  │ │  │
   │ │  │ │  ├─>Agryppa IV
   │ │  │ │  │
   │ │  │ │  └─>
Arystobul IV

   │ │  │ │
   │ │  │ │ x 
Berenika
 (28–79)
   │ │  │ │ │
   │ │  │ │ ├─>Berenikianus
   │ │  │ │ │
   │ │  │ │ └─>Hirkan
   │ │  │ │
   │ │  │ ├─>
Arystobul II
 (8 p.n.e.–80)
   │ │  │ │ x Jotape IV
   │ │  │ │ │
   │ │  │ │ └─>Jotape VI
   │ │  │ │
   │ │  │ ├─>
Herodiada
 (15 p.n.e.–39)
   │ │  │ │ x 
Herod III
 (ur. 28 p.n.e.)
   │ │  │ │ x 
Herod Antypas
 (22 p.n.e.–39), tetrarcha Galilei i Perei
   │ │  │ │
   │ │  │ └─>
Mariamme IV
 (14 p.n.e.–4 p.n.e.)
   │ │  │    x nieznany z imienia syn Antypatra II
   │ │  │    x 
Antypater II
 (
46 p.n.e.
-
4 p.n.e.
)
   │ │  │
   │ │  ├─>syn
   │ │  │
   │ │  ├─>Salampsio
   │ │  │ x 
Fazael II
 (ur. 
47 p.n.e.
)
   │ │  │
   │ │  └─>
Kypros II
 (ur. 
29 p.n.e.
)
   │ │     x 
Antypater III
 (
32 p.n.e.
-
4 p.n.e.
)
   │ │
   │ │ x Mariamme II
   │ │ │
   │ │ └─>
Herod III
 (ur. 
28 p.n.e.
)
   │ │    x 
Herodiada
 (
15 p.n.e.
-
39
)
   │ │    │
   │ │    └─>
Salome III
 (zm. 
92
)
   │ │      x 
Filip Tetrarcha
 (
24 p.n.e.
-
34
), tetrarcha Batanei, Gaulanitydy, Trachonu i Paneas
   │ │      x 
Arystobul z Chalkis
 (zm. 
92
), król Armenii Mniejszej i Chalkis.
   │ │
   │ │ x 
Maltake
 (zm. 
4 p.n.e.
)
   │ │ │
   │ │ ├─>
Herod Archelaos
 (
27 p.n.e.
-
6
), etnarcha Judei, Samarii i Idumei
   │ │ │ x Mariamne III
   │ │ │ x 
Glafira
 (zm. 
7
)
   │ │ │
   │ │ ├─>
Herod Antypas
 (
22 p.n.e.
-
39
), tetrarcha Galilei i Perei
   │ │ │ x Faezalis córka 
Aretas IV Philopatrisa
, króla Petry
   │ │ │ x 
Herodiada
 (
15 p.n.e.
-
39
)
   │ │ │
   │ │ └─>Olimpias
   │ │   x 
Józef III
 (
38 p.n.e.
-
4 p.n.e.
)
   │ │
   │ │ x 
Kleopatra z Jerozolimy

   │ │ │
   │ │ ├─>Herod IV (ur. 
27 p.n.e.
)
   │ │ │
   │ │ └─>
Filip Tetrarcha
 (
24 p.n.e.
-
34
), tetrarcha Batanei, Gaulanitydy, Trachonu i Paneas
   │ │   x 
Salome III
 (zm. 
92
)
   │ │
   │ │ x nieznana z imienia córka 
Józefa IΙ

   │ │ x nieznana z imienia córka 
Józefa I

   │ │ x 
Pallas

   │ │ │
   │ │ └─>
Fazael III
 (ur. 
15 p.n.e.
)
   │ │
   │ │ x 
Fedra

   │ │ │
   │ │ └─>
Roksana
 (ur. 
15 p.n.e.
)
   │ │  x Herod s. Ferorasa
   │ │
   │ │ x 
Elpis

   │ │ │
   │ │ └─>
Salome II
 (ur. 
15 p.n.e.
)
   │ │    x Józef s. Ferorasa
   │ │
   │ ├─>
Józef II
 (
70 p.n.e.
-
38 p.n.e.
)
   │ │  x NN
   │ │  │
   │ │  ├─>
Józef III
 (
38 p.n.e.
-
4 p.n.e.
)
   │ │  │ x Olimpias c. Heroda Wielkiego
   │ │  │ │
   │ │  │ └─>
Mariamme V

   │ │  │    x 
Herod z Chalkis
 (
10 p.n.e.
-
48
), król Chalkis
   │ │  │
   │ │  └─>nieznana z imienia córka
   │ │     x 
Herod Wielki
 (
72 p.n.e.
-
4 p.n.e.
), namiestnik Galilei, Celesyrii i Samarii, król Judei
   │ │
   │ ├─>
Feroras
 (
65 p.n.e.
-
7 p.n.e.
), tetrarcha Perei.
   │ │  x nieznana z imienia Hasmoneuszka (ur. 
50 p.n.e.
), siostra 
Mariamme I

   │ │  │
   │ │  ├─>Antypater
   │ │  │
   │ │  ├─>Józef
   │ │  │ x 
Salome II
 (ur. 
15 p.n.e.
)
   │ │  │
   │ │  └─>Herod
   │ │    x 
Roksana
 (ur. 
15 p.n.e.
)
   │ │
   │ │ x NN prawdopodobnie niewolnica
   │ │ │
   │ │ └─>nieznana z imienia córka
   │ │    x nieznany z imienia syn 
Antypatra II

   │ │
   │ └─>
Salome I
 (
57 p.n.e.
-
10
)
   │     x 
Józef I
 (
95 p.n.e.
-
34 p.n.e.
)
   │     x 
Kostobar I
 (zm. 
26 p.n.e.
), namiestnik Idumei i Gazy
   │     x 
Aleksas I
 (zm. 
4 p.n.e.
)
   │
   ├─>
Józef I
 (
95 p.n.e.
-
34 p.n.e.
)
   │  x NN
   │  │
   │  ├─>
Achiab

   │  │
   │  └─>nieznana z imienia córka
   │   x 
Herod Wielki
 (
72 p.n.e.
-
4 p.n.e.
), namiestnik Galilei, Celesyrii i Samarii, król Judei
   │
   │  x 
Salome I
 (
57 p.n.e.
-
10
)
   │  │
   │  └─>nieznana z imienia córka
   │    x 
Aleksas II Kalleas

   │
   └─>
Falion
 (
105 p.n.e.
-
65 p.n.e.
)
      x NN
     │
     └─>Antioch (zm. 22)
```